# Рохас, Рикардо Франсиско
Рикардо Рохас (исп. Ricardo Francisco Rojas Trujillo род. 7 мая 1974[…], Вальенар, Атакама) — чилийский футболист и тренер, выступавший на позиции центрального защитника. Известен своими выступлениями за клубы Чили и Мексики, а также за сборную Чили.

## Биография
Рикардо Рохас родился 7 мая 1974 года в Вальенаре, Чили. Свою футбольную карьеру он начал в молодёжной команде клуба «Депортес Ла-Серена», где играл с 1990 по 1993 год. В 1994 году он перешёл в «Унион Эспаньола», где провёл три сезона. В 1997 году Рохас присоединился к «Универсидад де Чили», где стал ключевым игроком и выиграл несколько титулов, включая чемпионат Чили в 1999 и 2000 годах.
В 2001 году Рохас перешёл в мексиканский клуб «Америка», где провёл семь сезонов, став одним из лидеров команды. За это время он выиграл два чемпионата Мексики (2002 и 2005) и Кубок чемпионов (2005). В 2004 году он был отдан в аренду в «Универсидад Католика», где также добился успехов.
После возвращения в «Америку» Рохас продолжил выступать за клуб, а затем играл за «Коло-Коло», «Некакса» и «Веракрус». В 2010 году он вернулся в Чили, где завершил карьеру в «Депортес Ла-Серена».
В сборной Чили Рохас дебютировал в 1994 году и провёл 46 матчей, забив один гол. Он участвовал в Кубке Америки 1997 и 2001 годов, а также в отборочных турнирах к чемпионатам мира.
После завершения игровой карьеры Рохас начал тренерскую деятельность. С 2017 года он работал с клубами Унион Компаньяс и Провинсиаль Овалье, а с 2023 года тренирует юношескую команду Америки.